# Crinophtheiros giustii
Crinophtheiros giustii is een slakkensoort uit de familie van de Eulimidae. De wetenschappelijke naam van de soort is voor het eerst geldig gepubliceerd in 1991 door Gaglini.